# Damalis scrobiculata
Damalis scrobiculata är en tvåvingeart som beskrevs av Frey 1934. Damalis scrobiculata ingår i släktet Damalis och familjen rovflugor. Inga underarter finns listade i Catalogue of Life.